# Стипендия Родса

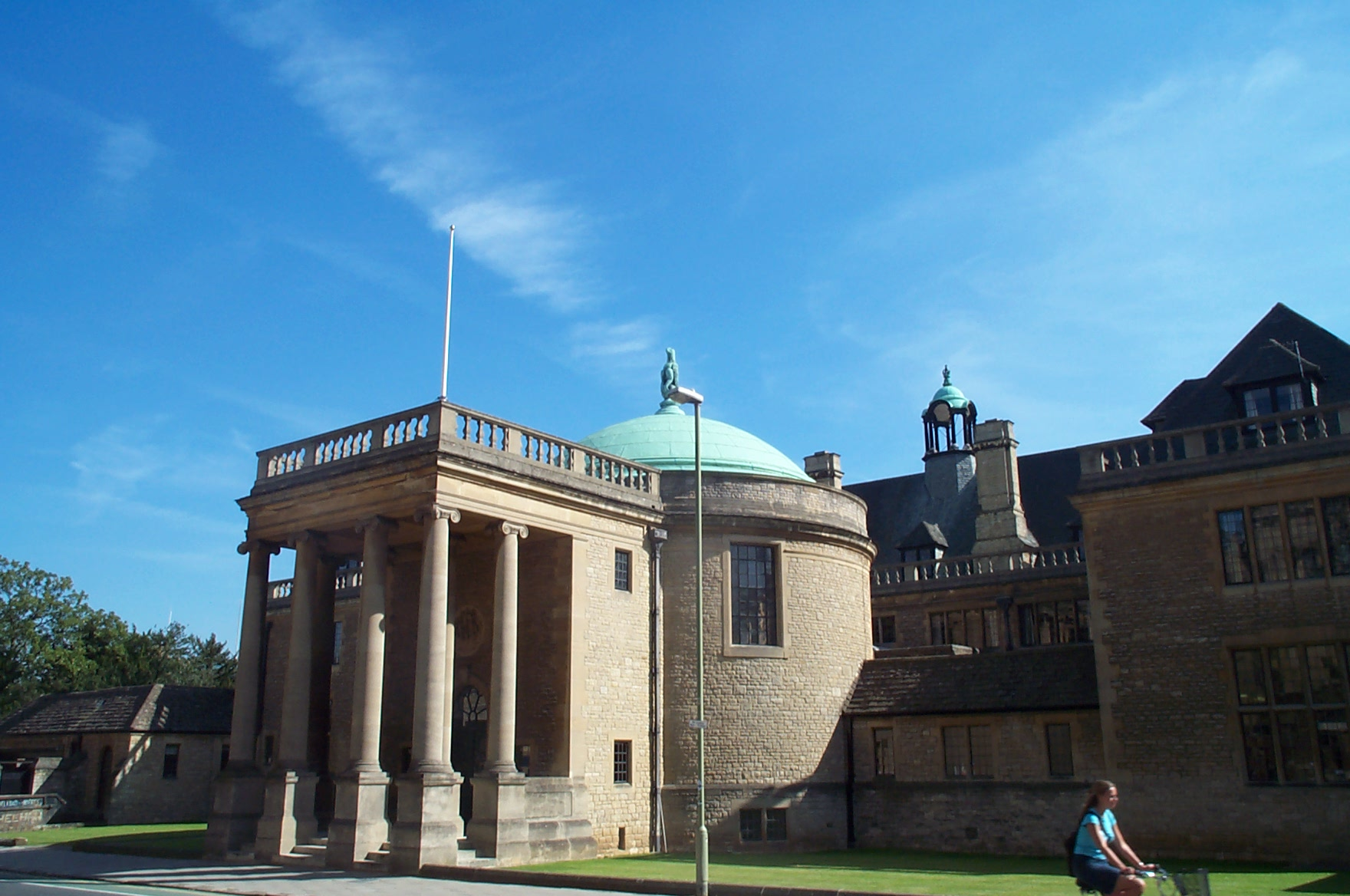
Дом Родса в Оксфорде, где базируется фонд имени Сесиля Родса

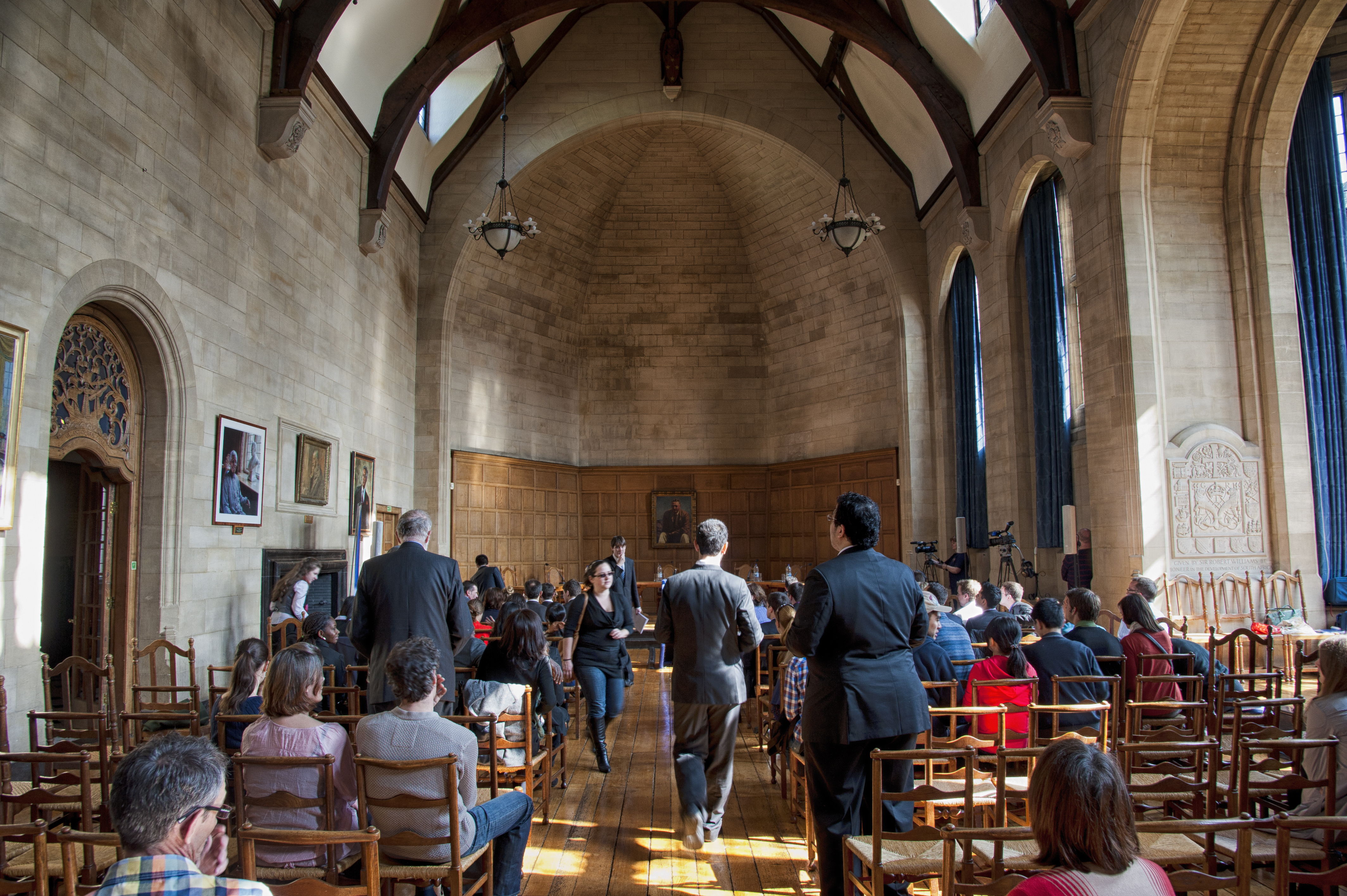
Большой зал в Доме Родса в Оксфорде

Стипендия Родса (англ. Rhodes Scholarship) — международная стипендия для обучения в Оксфордском университете. Учреждена в 1902 году Сесилом Родсом для студентов из Британской империи, США и Германии. В настоящее время претендовать на стипендию Родса могут студенты из Австралии, Бермудских островов, англоговорящих стран Вест-Индии, Германии, Гонконга, Замбии, Зимбабве, Индии, Канады, Кении, Новой Зеландии, Пакистана, США, ЮАР и её соседей (Ботсваны, Лесото, Малави, Намибии, Эсватини).
Это старейшая стипендия для выпускников в мире. Она считается одной из самых престижных международных стипендиальных программ. Первоначально стипендия была предназначена только для абитуриентов-мужчин из стран, которые сегодня входят в Содружество наций, Германию и США, а теперь стипендия открыта для абитуриентов любого происхождения и пола по всему миру.
Премия присуждается за высокие академические способности, спортивные достижения, наличие лидерских качеств; независимо от расы, этнического происхождения, цвета кожи, религии, сексуальной ориентации, семейного статуса и социального происхождения.
Стипендиаты программы могут обучаться на любом курсе магистратуры или аспирантуры Оксфордского университета, а также получать второе высшее образование. Стипендия обычно рассчитана на два года обучения, но иногда может предоставляться лишь на год. Вопросы получения стипендии Родса студентами на третий год обучения (для тех, кто собирается получать степень доктора философии) рассматриваются фондом имени Родса на протяжении второго года. Обучение в университете оплачивается фондом, также помимо стоимости самого обучения фонд выделяет стипендиатам некоторую сумму на оплату проживания.